# Kapelle der Katholisch-Apostolischen Gemeinde (Cottbus)

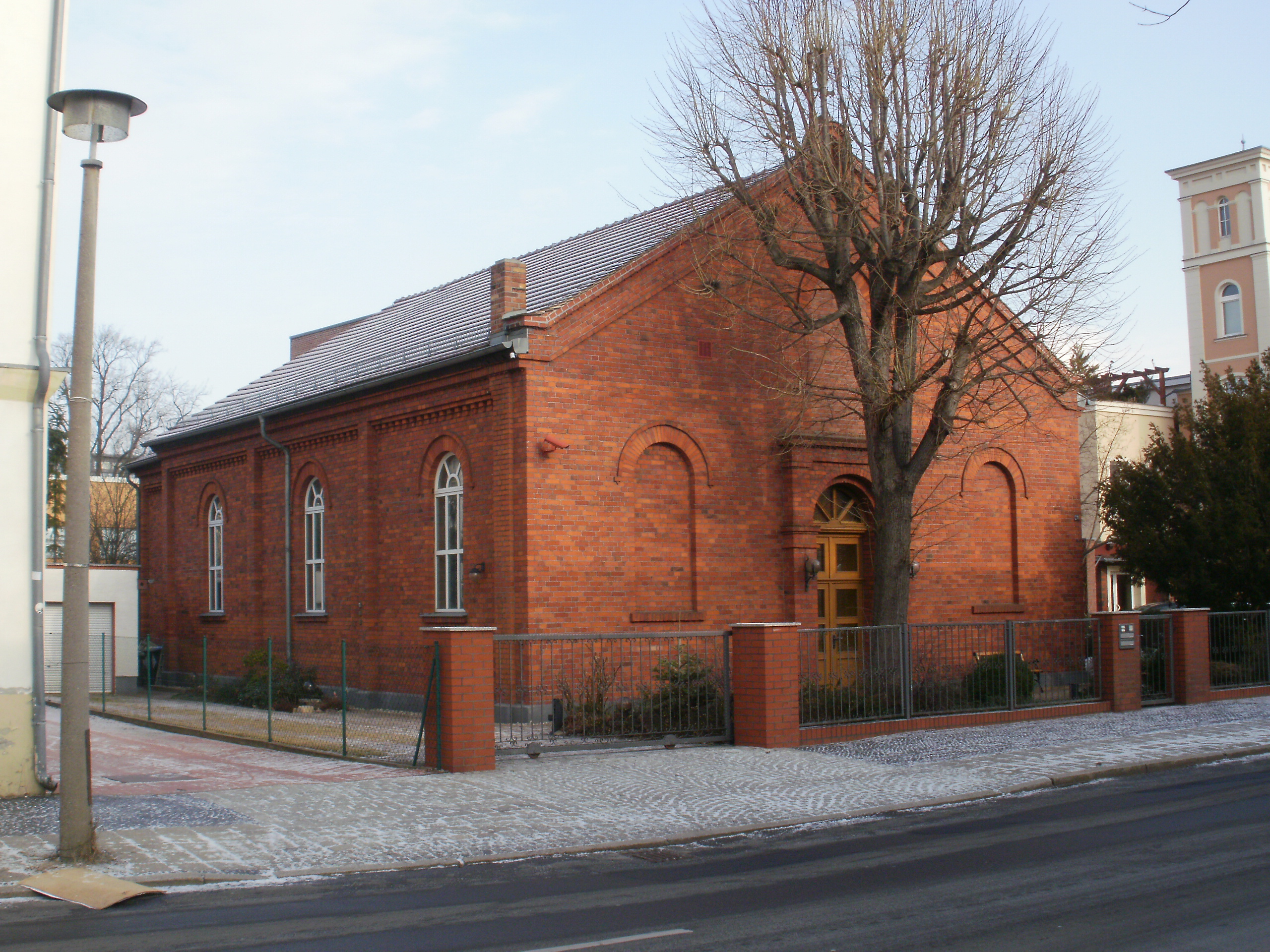

Die Kapelle der Katholisch-Apostolischen Gemeinde ist denkmalgeschützt und befindet sich in der Hubertstraße 23 der Stadt Cottbus.

## Geschichte
1883 erwarb der Klempnermeister Wilhelm Scheller eine Ackerparzelle von der verwitweten Frau Amtsrat Hubert im Gebiet des Rittergutes Brunschwig. Dieses Grundstück wurde eigens für den Bau einer größeren Kapelle vorgesehen. Im November 1883 war die Grundsteinlegung für den Neubau und am 9. März 1884 konnte die Kapelle der Katholisch-Apostolischen Gemeinde eingeweiht werden. Die Bauausführung wurde durch die Firma des Maurermeisters Carl Leberecht Schade ausgeführt. Für Zimmermannsarbeiten war die Firma von Otto Rost zuständig.
Der Anbau einer zweigeschossigen Sakristei an der Nordostecke durch das Baugeschäft Broeßke konnte im Jahre 1885 realisiert werden. Der Saal mit seiner Schablonenmalerei soll um 1900 neu ausgestaltet worden sein und die Apsis hat einen kräftig blauen Sternenhimmel bekommen. Bei Ausbesserungsarbeiten 1951 wurden die Malereien, abgesehen von der Apsis, überstrichen.
Durch die Initiative der Gemeinde konnte 1991 eine dem Ursprungszustand angenäherte Außeninstandsetzung bewerkstelligt werden. Es wurden u. a. das Satteldach mit Ziegeln neu gedeckt und die Fenster erneuert. Ferner wurde eine umfassende Renovierung im Innenraum durchgeführt. Zum selben Zeitpunkt gab es einen umfassenden Umbau sowie eine Modernisierung der Sakristei.

## Architektur und Ausstattung
Bei der Kapelle an der Nordseite der Hubertstraße handelt es sich um einen turmlosen Ziegelbau mit einer Apsis und einem Satteldach über einem Hängedach. An der Schmalseite befinden sich hohe Rundbogenportale mit begleitenden Rundbogennischen. Das Kreuz der Kapelle wird von einem kleinen Rundbogenaufsatz getragen. Das Giebeldreieck besitzt ein einfaches Gesims. Der Zugang der Kapelle wird von zwei Linden flankiert, diese sind wohl zu der Zeit des Baus gepflanzt worden. Die Längswände sind durch Wandvorlagen in drei Kompartimente unterteilt und verfügen über hochrechteckige Rundbogenfenster, während ihre Stürze in einer Rollschicht gemauert wurden und von Zierleisten begleitet werden. Das Traufgesims des Gebäudes befindet sich über einem Klötzchenfries. An der Nordseite befindet sich die Apsis, welche ebenfalls rundbogige Fenstereinschnitte besitzt.
Heute ist der Innenraum schlicht in weiß gestrichen und eine moderne Glaswand trennt die unterhalb der Empore eingerichtete Winterkirche ab. Die bauzeitliche hölzerne Orgelempore besitzt eine säulchengeschmückte Brüstung und eine Uhr. Die Orgel stammt aus dem Jahr 1925 und wurde von der Orgelbau-Anstalt Heinze in Sorau gefertigt.
Es sind auch Teile der Ausstattung im Neurenaissance-Stil erhalten, wie z. B. der Altar, das Gebetspult, die Chorschranken und -bänke, das Taufbecken, der Priesterstuhl und der Opferstock.

## Bedeutung
Die Katholische-Apostolische Kapelle ist ein Zeugnis der Stadt- und Religionsgeschichte von Cottbus. Sie ist ein Dokument für die Vielfalt des religiösen Lebens im 19. Jahrhundert, die durch das enorme Bevölkerungswachstum hervorgerufen wurde.